# Morti nel 1194
| Questa pagina contiene informazioni ricavate automaticamente dalle voci biografiche con l'ausilio del template Bio e di un bot. L'aggiornamento è periodico e automatico e ricostruisce completamente la pagina. Se manca una persona in questa lista, sei pregato di non aggiungerla, ma accertati piuttosto che la sua voce biografica contenga il template Bio e che i dati anagrafici siano correttamente compilati. Se il template Bio manca, inseriscilo tu stesso o, in alternativa, metti l'avviso {{tmp\|Bio}} che ne segnala la mancanza. Se i dati riportati sono sbagliati, correggi direttamente la voce biografica; le modifiche saranno visibili in questa lista entro pochi giorni. Per chiarimenti vedi il progetto biografie. La lista contiene solo le 18 persone che sono citate nell'enciclopedia e per le quali è stato implementato correttamente il template Bio. Pagina aggiornata al 26 lug 2025. |

- 10 gennaio - Benincasa di Cava, abate italiano
- 20 febbraio - Tancredi di Sicilia, sovrano normanno
- 5 maggio - Casimiro II di Polonia, sovrano polacco (n. 1138)
- 27 giugno - Sancho VI di Navarra, re (n. 1132)
- 25 luglio - Svjatoslav III Vsevolodovič, sovrano russo (n. 1123)
- 27 settembre - Rinaldo di Courtenay, nobile
- 9 ottobre - Goffredo di Hohenstaufen, patriarca cattolico tedesco
- 8 novembre - Bernardo II, vescovo cattolico italiano
- 15 novembre - Margherita I di Fiandra, contessa (n. 1145)
- 31 dicembre - Leopoldo V di Babenberg, nobile austriaco (n. 1157)
- Adhémar de Beynac, nobile francese
- Alessio Gidos, generale bizantino
- Uberto de' Olevano, funzionario italiano
- Raimondo V di Tolosa, conte (n. 1134)
- Roberto IV d'Alvernia, conte
- Ugo di Bonnevaux, abate e santo francese
- Basilio Vatatzes, generale bizantino
- Guido di Lusignano, cavaliere medievale francese